# Mangrovie dell'Indocina
Le mangrovie dell'Indocina sono una ecoregione terrestre definita dal WWF (codice ecoregione: IM1402) che si sviluppa lungo le coste di Thailandia, Cambogia e Vietnam.

## Territorio
L'estensione delle mangrovie nelle aree costiere dell'Indocina era in passato molto maggiore di quella odierna. Foreste di mangrovie molto estese si avevano intorno a Pattaya in Thailandia, nelle aree di Veal Rinh e Kampong Som in Cambogia, ma nel tempo estese aree sono state convertite per usi agricoli. Le mangrovie vietnamite hanno subito l'uso estensivo di defolianti e napalm durante la Guerra del Vietnam (1962-1972) che ne ha distrutto la gran parte: i mangrovieti di maggiore estensione si hanno oggi nella provincia di Cà Mau, alla estrema punta meridionale del Vietnam, nella regione del Delta del Mekong, nella regione della baia di Cam Ranh nel Vietnam centrale, e nell'area del delta del Fiume Rosso, nella parte settentrionale del paese.

## Flora

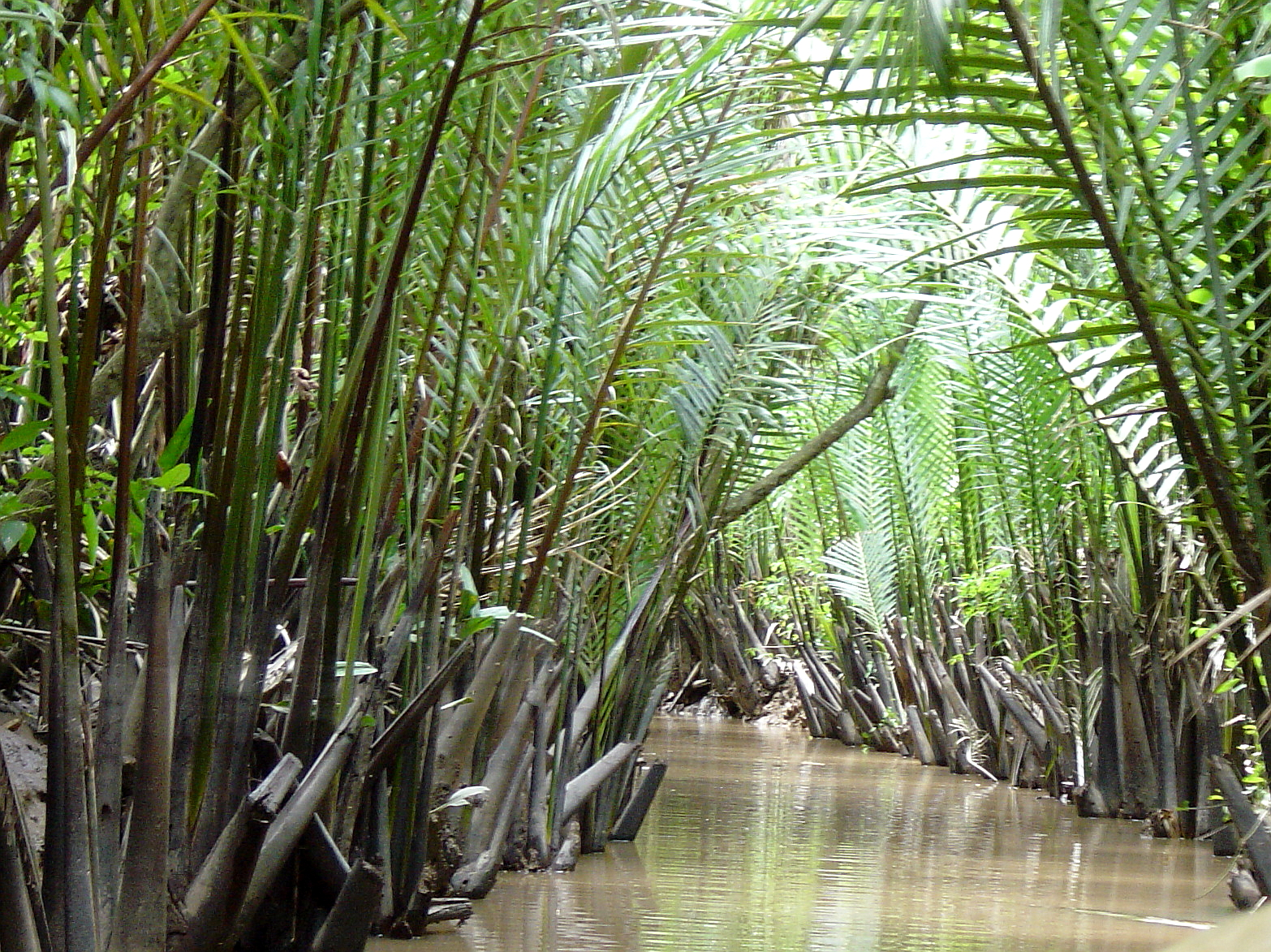
Nypa fruticans nel delta del Mekong

Le foreste di mangrovie hanno tipicamente una distribuzione di specie che varia in funzione della salinità del suolo. Nelle zone costiere aperte la specie dominante è Avicennia marina, specie pioniera adattata a condizioni di estrema salinità. Procedendo verso le aree meno esposte le specie prevalenti diventano Rhizophora apiculata e Bruguiera parviflora. Nelle aree più interne, dove l'acqua dolce prevale su quella marina, le specie dominanti sono Avicennia officinalis, Sonneratia caseolaris, Nypa fruticans e Phoenix paludosa.

## Fauna
Tra i mammiferi che si possono incontrare tra le mangrovie di questa ecoregione ci sono la tigre (Panthera tigris), il tapiro asiatico (Tapirus indicus) e il siamango (Symphalangus syndactylus).
Numerose le specie di uccelli acquatici presenti tra cui il marabù minore (Leptoptilos javanicus), la cicogna di Storm (Ciconia stormi), l'anatra alibianche (Asarcornis scutulata) e il pellicano grigio (Pelecanus philippensis).
Tra i rettili meritano una menzione il varano d'acqua (Varanus salvator), il falso gaviale (Tomistoma schlegelii) e il coccodrillo estuarino (Crocodylus porosus).

## Conservazione
L'ecoregione è considerata in pericolo critico per via della progressiva riduzione della sua superficie a causa di molteplici forme di pressione antropica, non ultima quella derivante dall'uso intensivo di napalm nel corso della guerra. Il governo vietnamita ha avviato programmi di riforestazione delle aree colpite ma esse versano tuttora in pessime condizioni di conservazione. Solo una minima parte dell'ecoregione, intorno a 3%, ricade all'interno di aree protette tra cui il parco nazionale di Botum Sakor in Cambogia, il parco nazionale di Côn Đảo, il parco nazionale di Mũi Cà Mau e la foresta di mangrovie di Can Gio in Vietnam.